# Wąska
Die  Wąska, deutsch Weeske, ist ein kleiner Fluss in der Woiwodschaft Ermland-Masuren in Polen, der in den Druzno (Drausensee) mündet, der wiederum über den Elbląg (Elbing) in das Frische Haff (Zalew Wiślany) entwässert.

## Geografie
Der 46 km lange Fluss entspringt mit einem Quellbach bei dem Dorf Ząbrowiec (Sommerfeld, Gmina Godkowo), der zunächst nach Süden in den kleinen See Jezioro Zimnochy fließt, verlässt diesen in nordwestlicher Richtung, nimmt die kleinen Zuflüsse Szuwar (rechts) und Olszynka (links) auf, passiert die Stadt Pasłęk (Preußisch Holland) und mündet schließlich in den Druzno. Das Einzugsgebiet wird mit 254,4 km² angegeben, der mittlere Abfluss an der Mündung mit 2,3 m³/s.